# Johann (Schleswig-Holstein-Sonderburg)

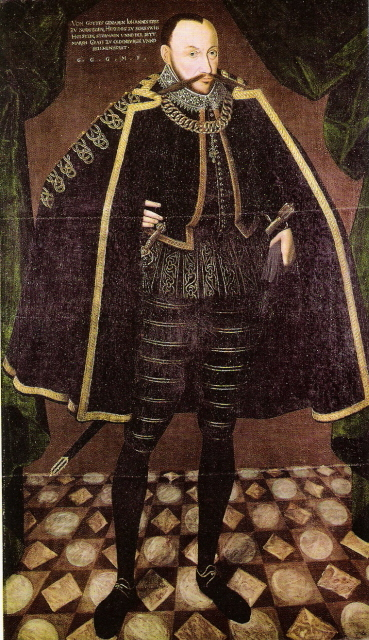
Herzog Johann von Schleswig-Holstein-Sonderburg

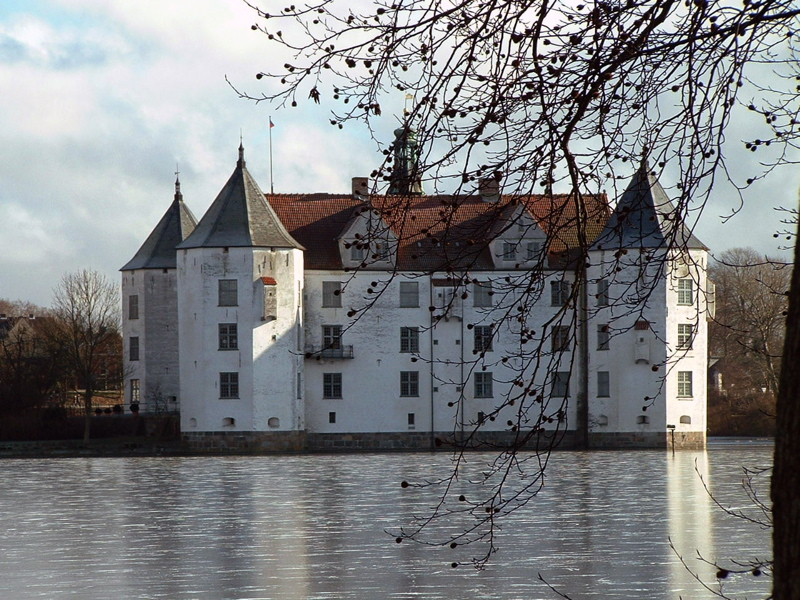
Schloss Glücksburg

Johann der Jüngere (* 25. März 1545 in Hadersleben; † 9. Oktober 1622 in Glücksburg), dänisch Hans den Yngre, war Herzog von Schleswig-Holstein-Sonderburg. Er war der Gründer von Schloss Glücksburg in Glücksburg an der Flensburger Förde.

## Leben
Johann war der dritte Sohn von König Christian III. von Dänemark (1503–1559, reg. ab 1534) und Dorothea von Sachsen-Lauenburg (1511–1571). Sein älterer Bruder regierte als Friedrich II. von 1559 bis 1588 Dänemark. Er selbst nannte sich Hans der Jüngere, um Verwechslungen mit Johann (Hans) dem Älteren (1521–1580), seinem Onkel, zu vermeiden. Mit ihm begann die Oldenburgische Nebenlinie Schleswig-Holstein-Sonderburg.

### Abgeteilter Herr von Schleswig-Holstein-Sonderburg
König Friedrich II. suchte seit Anfang der 1560er Jahre für seinen jüngeren Bruder Johann (Hans) eine standesgemäße wirtschaftliche Versorgung. Der Plan, ihm die erzbischöfliche Nachfolge im mittlerweile lutherischen Erzbistum Bremen zu sichern, scheiterte an der starken Konkurrenz norddeutscher Fürsten. Andere Versorgungsmöglichkeiten im Ausland zerschlugen sich, da Dänemark im Dreikronenkrieg, auch Nordischer Siebenjähriger Krieg genannt, gegen Schweden die Unterstützung norddeutscher Fürsten benötigte und der König nicht als Konkurrent beim Erwerb einträglicher Ämter und Pfründen für seinen Bruder auftreten konnte.
Friedrich II., in Personalunion Herzog von Schleswig (königlich-dänisches Lehen) und Holstein (Reichslehen des Heiligen Römischen Reiches Deutscher Nation), entschloss sich 1564, Gebiete in den Herzogtümern aus königlichem Besitz herauszulösen und aus diesen Landesteilen ein neues Herzogtum für seinen jüngeren Bruder zu bilden: Sonderburg, Norburg, Arrö, Plön und Ahrensbök. Die Herrschaften Sonderburg, Norburg und Plön dienten den beiden Königswitwen Sophie (1498–1568) und Dorothea als Leibgedinge und kamen erst 1571 an Johann.
Faktisch verfügte der neue Herzog 1564 also lediglich über das säkularisierte Kloster Ahrensbök.
Sowohl Hans der Ältere als auch Adolf von Schleswig-Holstein-Gottorf, beides Brüder Christians III. und ebenso wie Friedrich II. Herzöge der beiden Länder, hatten der Schaffung des neuen Herzogtums zugestimmt. Es fehlte noch die Bestätigung durch die Ritterschaften der Herzogtümer. Die Stände verweigerten 1564 allerdings Johann die Huldigung, so dass die Herrschaft über Schleswig und Holstein weiterhin bei Friedrich II. und Johanns Onkel Adolf von Gottorf blieb. Die Ständeversammlung begründete ihre Weigerung damit, dass die Huldigung einen weiteren gleichberechtigten Landesherrn bestätigen würde, dies die Einheit der Herzogtümer gefährde und es sich um einen Verstoß gegen den Vertrag von Ripen von 1460 handele, der eine Aufsplitterung Schleswig-Holsteins verhindern sollte.
Johann fehlte damit die verfassungsrechtliche Legitimierung seiner Herrschaftsrechte, er war ein abgeteilter Herr, im Gegensatz zu den regierenden Herren, herrschte innerhalb seines Territoriums jedoch weitgehend souverän.
Da es nun vier Herzöge in den beiden Ländern gab, deren Verhältnis einer staatsrechtlichen Regelung bedurfte, schlossen 1579 der dänische König und seine beiden Onkel, Johann d. Ä. und Adolf von Gottorf, eine Vereinbarung; Johann d. J. wurde zu diesen Verhandlungen nicht hinzugezogen. Die Stadt Odense sah im Mai 1580 eine große Versammlung der vier Herzöge, der Ritterschaften und einer zahlreichen Volksmenge. Auf dem Marktplatz fand der Belehnungsakt durch König Friedrich II. statt. Allen Herzögen aus dem Hause Oldenburg wurde Schleswig zum gemeinsamen Lehen gegeben. Das Recht der Ritterschaft auf die Wahl eines Herzogs wurde damit von Seiten des Königs und der Herzöge negiert, die Stände legten den Lehnseid ab. 1590 erfolgte die Belehnung mit seinen holsteinischen Gebieten durch Kaiser Rudolf II.
Johann war 1564 erst 19 Jahre alt und bevor er sein Herrschaftsgebiet in Besitz nahm, trat er eine Bildungsreise an. Erste Station war der sächsische Hof in Dresden, wo seine Schwester Anna (1532–1585) als Gattin des Kurfürsten August I. von Sachsen (1526–1586) residierte. Beim anschließenden Aufenthalt in Augsburg nahm der Herzog am Reichstag von 1566 teil. Hier lernte er Kaiser Maximilian II. kennen und machte einen so guten Eindruck, dass er gebeten wurde, am kaiserlichen Hof zu bleiben. Johann kehrte jedoch nach Dänemark zurück und trat die Herrschaft über sein Herzogtum an.
Bei der Errichtung des neuen Herzogtums hatte der König seinem Bruder eine jährliche Geldsumme in Höhe von 9400 Mark zugesichert. Wegen des Dreikronenkrieges kam es erst 1571 aus dem reichen mütterlichen Erbe zur Auszahlung der ausstehenden Gelder.
Nach dem Tod des kinderlosen Johann d. Ä. im Jahre 1580 fielen Johann d. J. 1582 aus dem Erbe die beiden Klöster Reinfeld und Rudekloster zu. Auf dem Gelände des ehemaligen Rudeklosters errichtete Johann bis 1587 das Wasserschloss Glücksburg.
Johann strebte während seiner gesamten Regierungszeit eine Verbesserung der finanziellen und wirtschaftlichen Lage seines Herzogtums an. Er benötigte hohe Geldsummen für seine kostspielige und personalintensive Hofhaltung und musste die Aussteuer von jeweils 12.000 Reichstalern für sieben seiner insgesamt 12 Töchter aufbringen. Da der landwirtschaftliche Grundbesitz die ökonomische Basis seiner Herrschaft darstellte, erwarb Johann von der Kirche, von Adeligen und Bauern landwirtschaftliche Flächen und vergrößerte damit seinen Gutsbesitz und erhöhte seine Einnahmen erheblich. Im Jahr 1600 gab es keine eigenständigen Adelsgüter mehr auf der Insel Alsen. Die herzoglichen Bauern waren dienstpflichtig. Die Kirchenhoheit in seinen holsteinischen Gebieten übte Johann ungehindert aus. Um den kirchenrechtlichen Einfluss in seinen schleswigschen Landesteilen Alsen und Arrö als Ausdruck landesherrlicher Autorität kämpfte Johann hingegen jahrelang vergeblich. Friedrich II. hatte das von seiner Mutter ausgeübte Recht zur Einsetzung der Geistlichen nach ihrem Tod 1571 übernommen und auch Kirchenbesitz eingezogen und war trotz intensiver Bemühungen seines Bruders nicht bereit, diesem die Kirchenhoheit zu übertragen. Ähnlich verhielt es sich mit dem landesherrlichen Münzprivileg. Der Belehnungsakt mit Holstein durch den Kaiser 1590 beinhaltete auch das Recht zur Ausgabe eigener Münzen. Im Schleswiger Landesteil behielt sich der dänische König aber auch dieses Recht vor. Da Johann seine Silber-Doppelschillinge in Sonderburg, also im Landesteil Schleswig, prägen ließ, kam es 1604 zum Konflikt mit seinem Neffen, König Christian IV., und den Hansestädten Hamburg und Lübeck. Das Ergebnis war ein Verbot des Herzog-Hans-Schillings in ihren Gebieten. 14 Jahre später richtete der Herzog im Schloss Reinfeld, im holsteinischen Landesteil, eine neue Prägestätte ein. Hier hatte der dänische König kein Zugriffsrecht und die Münzprägung wurde bis zum Tode Johanns im Jahr 1622 fortgesetzt.
Johann verbesserte die Infrastruktur seines Herzogtums u. a. durch die Neuanlage von Dörfern mit Guts- und Meierhöfen, Kirchen und, zur Repräsentation und Eigennutzung, den Bau von 4 Schlössern: das bereits erwähnte Wasserschloss Glücksburg in Angeln, die Schlösser Ahrensbök und Reinfeld in Holstein und Schloss Norburg auf Alsen. Besonders erwähnenswert sind der Bau zweier Dämme und eines Kanals, die auf die Initiative Johanns zurückgehen. Der Damm zwischen den Inseln Alsen und Kekenis sowie der kleinere Damm am Nydam-Moor in der Nähe von Öster Sottrup und ein 400 Meter langer Kanal zur Versorgung des Mühlenteiches und der Wassermühle bei Sandbjerg. Auf die Wassermühle legte der Herzog den Mühlenbann für die Bauern der Umgebung. Diese Maßnahmen gingen nicht ohne Zwang und Gewaltanwendung vonstatten und Johann schreckte wohl auch nicht vor willkürlichen Hinrichtungen zurück, um seine Absichten durchzusetzen.

### Tod und Erbteilung
Als Johann 77-jährig 1622 auf Schloss Glücksburg starb, wurde sein Herzogtum unter fünf der noch lebenden sechs Söhne aufgeteilt. Johann folgte darin der damals üblichen Auffassung der Fürsten, nach der ein Herrschaftsgebiet Privatbesitz sei und der Fürst beliebig damit verfahren könne. Er missachtete dadurch die staatsrechtliche Stellung des Vertrags von Ripen von 1460, der eine Aufsplitterung Schleswigs und Holsteins verhindern sollte. Das territorial nicht zusammenhängende Herzogtum Schleswig-Holstein-Sonderburg wurde durch die testamentarischen Bestimmungen in fünf noch kleinere Herzogtümer mit selbstständigen Nebenlinien geteilt, von denen einige nur eine kurze Lebensdauer hatten. Eine Anerkennung der landesherrlichen Eigenständigkeit durch die Stände war somit noch unwahrscheinlicher geworden als bei Johanns Regierungsantritt.
Das Leben Johann d. J. war geprägt von seiner staatsrechtlich problematischen Stellung als abgeteilter Herzog aufgrund der Nicht-Anerkennung durch die Stände von Schleswig und Holstein. Die Weigerung des dänischen Königs, Johann die originären Herrschaftsrechte wie das Kirchenpatronat und das Münzprivileg zuzugestehen, und die Missachtung bei den Verhandlungen um die Belehnung 1579 zeigen, dass Johann nicht als souveräner Herrscher anerkannt war und keine Teilhabe an der gemeinsamen Regierung von Schleswig und Holstein hatte. In seiner Regierungsausübung vom Wohlwollen seines Bruders Friedrich II. und später seines Neffen Christian IV. und der beiden Onkel abhängig, strebte er im Rahmen seiner Möglichkeiten als Landesherr durch den Erwerb von Gütern, den Bau oder Ausbau repräsentativer Schlösser und einer aufwendigen und kostspieligen Hofhaltung die zumindest äußerliche Gleichberechtigung mit seinen Mit-Herzögen an. Er wendete große Geldsummen auf, um seine Töchter standesgemäß zu verheiraten. An den Beisetzungsfeierlichkeiten am 27. November 1622 nahmen König Christian IV. mit großem Gefolge, die Herzogsfamilie von Gottorf sowie zahlreiche geistliche und weltliche Würdenträger teil.

## Familie

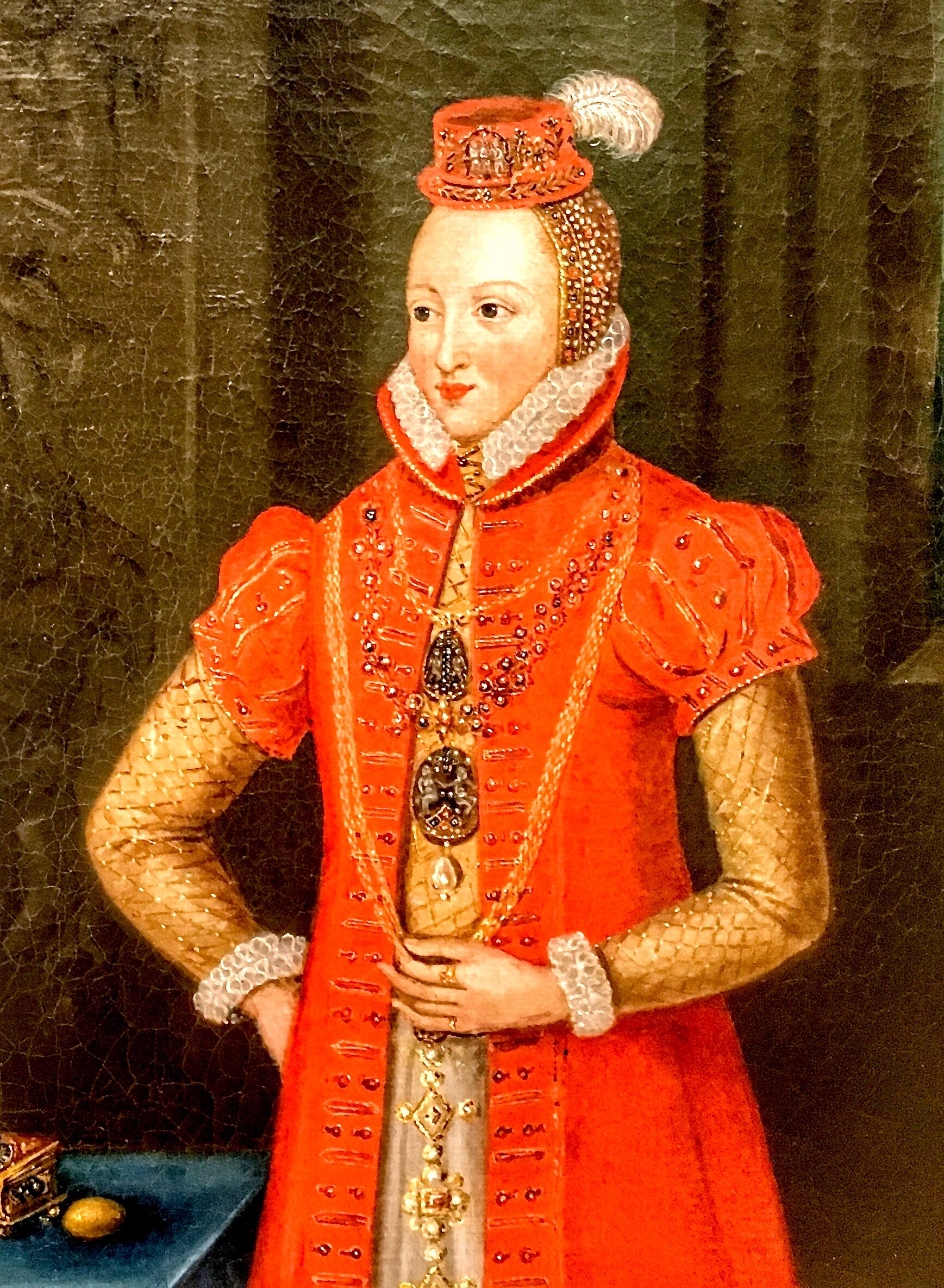
Elisabeth von Braunschweig-Grubenhagen

Mit 23 Jahren heiratete Johann d. J. Elisabeth von Braunschweig-Grubenhagen (* 1550; † 1586), Tochter Ernsts III. von Braunschweig und Lüneburg, Fürst von Grubenhagen-Herzberg. Die Hochzeit fand  am 19. August 1568 in Kolding statt. Aus dieser ersten Ehe gingen 14 Kinder hervor:
- Dorothea (* 1569; † 1593), verheiratet seit 1589 mit Herzog Friedrich IV. von Liegnitz
- Christian (* 1570; † 1633) wurde Herzog von Schleswig-Holstein-Sonderburg-Ærø
- Ernst (* 1572; † 1596)
- Alexander (* 1573; † 1627) wurde Herzog von Schleswig-Holstein-Sonderburg
- August (* 1574; † 1596)
- Maria (* 1575; † 1640) wurde 1611 Äbtissin von Itzehoe
- Johann Adolf (* 1576; † 1624) wurde Herzog von Schleswig-Holstein-Sonderburg-Norburg
- Anna (* 1577; † 1616), verheiratet seit 1601 mit Herzog Bogislaw XIII. von Pommern-Barth
- Sophie (* 1579; † 1658, in Treptow an der Rega, ihrem Witwensitz[11]), verheiratet seit 1607 mit Herzog Philipp II. von Pommern-Stettin
- Elisabeth (* 1580;  † 1653), verheiratet seit 1615 mit Herzog Bogislaw XIV. von Pommern
- Friedrich (* 1581; † 1658) wurde 1624 Nachfolger seines Bruders Johann Adolf als Herzog von Schleswig-Holstein-Sonderburg-Norburg
- Margarethe (* 1583; † 1638), verheiratet seit 1603 mit Graf Johann VII. dem Mittleren von Nassau-Siegen
- Philipp (* 1584; † 1663) wurde Herzog von Schleswig-Holstein-Sonderburg-Glücksburg
- Albrecht (* 1585; † 1613)

Nach dem Tod seiner ersten Frau heiratete Johann am 14. Februar 1588 auf Schloss Sonderburg die erst 14-jährige Agnes Hedwig von Anhalt (1573–1616), verwitwete Kurfürstin von Sachsen. Die Braut brachte eine Mitgift von 30.000 Reichstalern in die Ehe ein. Zu den Hochzeitsgästen gehörten der dänische König Friedrich II. mit Königin Sophie sowie der Kronprinz Christian (IV.). Aus der Ehe hatte der Herzog weitere neun Kinder:
- Eleonora (* 1590; † 1669)

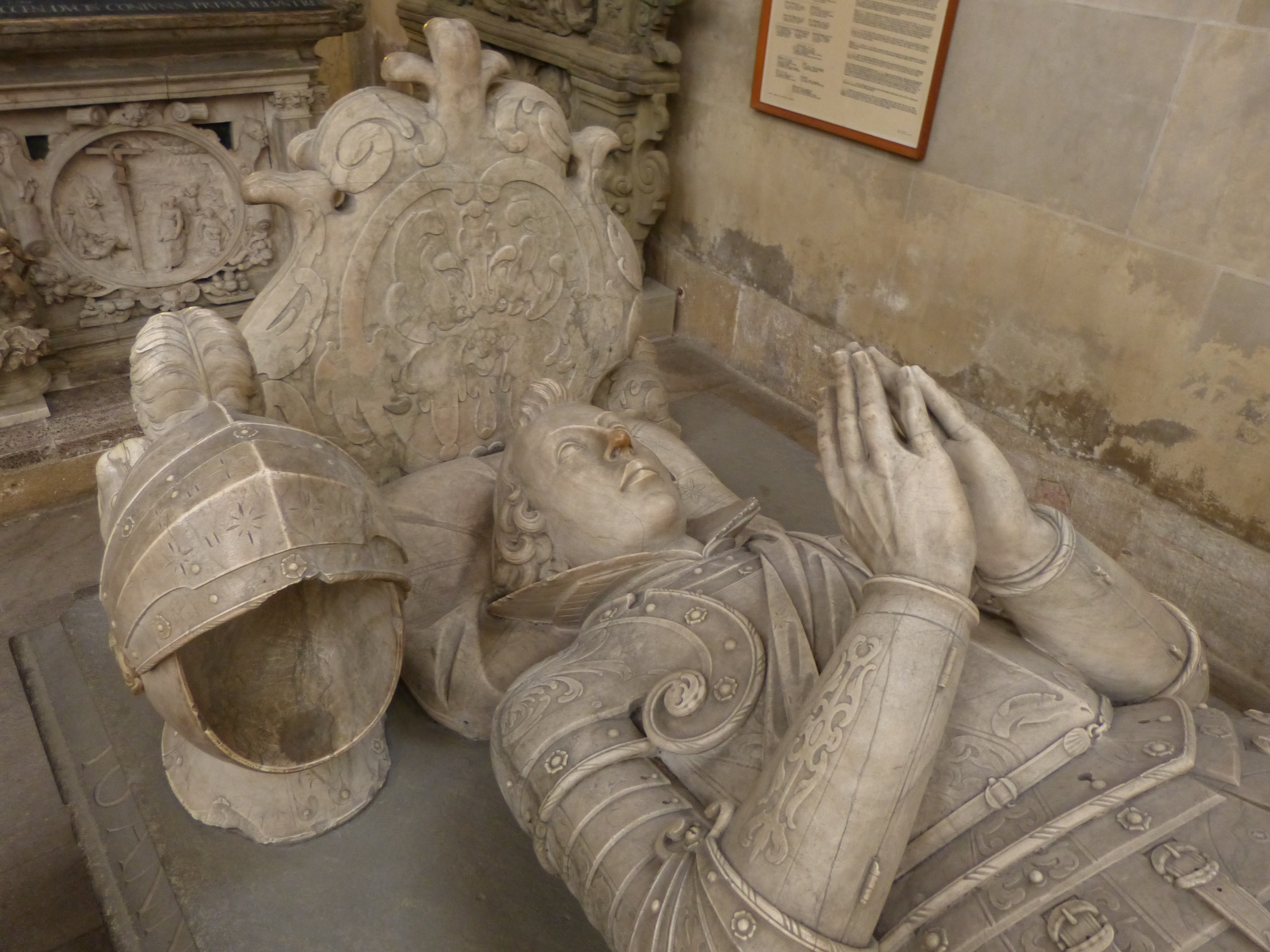
Grab von Johann Georg in der Stiftskirche in Tübingen

- Anna Sabina (* 1593; † 1659), verheiratet seit 1618 mit Herzog Julius Friedrich von Württemberg-Weiltingen
- Johann Georg (* 1594; † 1613), starb als Student am Collegium illustre in Tübingen und ist dort in der Stiftskirche bestattet
- Joachim Ernst (* 1595; † 1671) wurde Herzog von Schleswig-Holstein-Sonderburg-Plön
- Dorothea Sibylla (* 1597; † 1597)
- Dorothea Maria (* 1599; † 1600)
- Bernhard (* 1601; † 1601)
- Eleonora Sophia (* 1603; † 1675), verheiratet seit 1625 mit Fürst Christian II. von Anhalt-Bernburg
- Agnes Magdalena (* 1607; † 1618)

## Vorfahren
|  |                                                       |  |  |  |  |  |  |  |  |  |  |  |  |
|  | König Christian I. (1426–1481)                        |  |  |  |  |  |  |  |  |  |  |  |  |
|  |                                                       |  |  |  |  |  |  |  |  |  |  |  |  |
|  |                                                       |  |  |  |  |  |  |  |  |  |  |  |  |
|  | König Friedrich I. (1471–1533)                        |  |  |  |  |  |  |  |  |  |  |  |  |
|  |                                                       |  |  |  |  |  |  |  |  |  |  |  |  |
|  |                                                       |  |  |  |  |  |  |  |  |  |  |  |  |
|  | Dorothea von Brandenburg-Kulmbach (1430–1495)         |  |  |  |  |  |  |  |  |  |  |  |  |
|  |                                                       |  |  |  |  |  |  |  |  |  |  |  |  |
|  |                                                       |  |  |  |  |  |  |  |  |  |  |  |  |
|  | König Christian III. (1503–1559)                      |  |  |  |  |  |  |  |  |  |  |  |  |
|  |                                                       |  |  |  |  |  |  |  |  |  |  |  |  |
|  |                                                       |  |  |  |  |  |  |  |  |  |  |  |  |
|  | Johann Cicero Kurfürst von Brandenburg (1455–1499)    |  |  |  |  |  |  |  |  |  |  |  |  |
|  |                                                       |  |  |  |  |  |  |  |  |  |  |  |  |
|  |                                                       |  |  |  |  |  |  |  |  |  |  |  |  |
|  | Anna von Brandenburg (1487–1514)                      |  |  |  |  |  |  |  |  |  |  |  |  |
|  |                                                       |  |  |  |  |  |  |  |  |  |  |  |  |
|  |                                                       |  |  |  |  |  |  |  |  |  |  |  |  |
|  | Margarete von Sachsen (1449–1501)                     |  |  |  |  |  |  |  |  |  |  |  |  |
|  |                                                       |  |  |  |  |  |  |  |  |  |  |  |  |
|  |                                                       |  |  |  |  |  |  |  |  |  |  |  |  |
|  | Johann von Dänemark                                   |  |  |  |  |  |  |  |  |  |  |  |  |
|  |                                                       |  |  |  |  |  |  |  |  |  |  |  |  |
|  |                                                       |  |  |  |  |  |  |  |  |  |  |  |  |
|  | Johann IV. von Sachsen-Lauenburg (1439–1507)          |  |  |  |  |  |  |  |  |  |  |  |  |
|  |                                                       |  |  |  |  |  |  |  |  |  |  |  |  |
|  |                                                       |  |  |  |  |  |  |  |  |  |  |  |  |
|  | Magnus I. von Sachsen-Lauenburg (1470–1543)           |  |  |  |  |  |  |  |  |  |  |  |  |
|  |                                                       |  |  |  |  |  |  |  |  |  |  |  |  |
|  |                                                       |  |  |  |  |  |  |  |  |  |  |  |  |
|  | Dorothea von Brandenburg (1446–1519)                  |  |  |  |  |  |  |  |  |  |  |  |  |
|  |                                                       |  |  |  |  |  |  |  |  |  |  |  |  |
|  |                                                       |  |  |  |  |  |  |  |  |  |  |  |  |
|  | Dorothea von Sachsen-Lauenburg (1511–1571)            |  |  |  |  |  |  |  |  |  |  |  |  |
|  |                                                       |  |  |  |  |  |  |  |  |  |  |  |  |
|  |                                                       |  |  |  |  |  |  |  |  |  |  |  |  |
|  | Heinrich I. von Braunschweig-Wolfenbüttel (1463–1514) |  |  |  |  |  |  |  |  |  |  |  |  |
|  |                                                       |  |  |  |  |  |  |  |  |  |  |  |  |
|  |                                                       |  |  |  |  |  |  |  |  |  |  |  |  |
|  | Katharina von Braunschweig-Wolfenbüttel (1488–1563)   |  |  |  |  |  |  |  |  |  |  |  |  |
|  |                                                       |  |  |  |  |  |  |  |  |  |  |  |  |
|  |                                                       |  |  |  |  |  |  |  |  |  |  |  |  |
|  | Katharina von Pommern (gest. 1526)                    |  |  |  |  |  |  |  |  |  |  |  |  |
|  |                                                       |  |  |  |  |  |  |  |  |  |  |  |  |
|  |                                                       |  |  |  |  |  |  |  |  |  |  |  |  |